# Dubravnaja
Dubravnaja (in russo:Дубравная) è una stazione situata sulla Linea Central'naja, la linea 1 della Metropolitana di Kazan. È stata inaugurata il 30 agosto 2018 e all'apertura era una dei capolinea.